# لاوناو
لاوناو (به آلمانی: Lauenau) یک منطقهٔ مسکونی در آلمان است که در شاومبورگ واقع شده‌است. لاوناو ۴٬۱۹۷ نفر جمعیت دارد.